# Orit Farkaš-Hakohen
Orit Farkaš-Hakohen (hebrejsky אורית פרקש-הכהן‎, anglicky Orit Farkash-Hacohen; * 29. prosince 1970 Petach Tikva, Izrael) je izraelská politička a právnička, která od 13. června 2021 zastává funkci ministryně vědy a technologie. V minulosti působila jako ministryně pro strategické záležitosti a ministryně turismu, poslankyně Knesetu za stranu Kachol lavan a předsedkyně energetického úřadu.

## Životopis
Farkaš-Hakohen se narodila v Petach Tikvě do rodiny rumunského přistěhovalce Michaela Farkaše a polské přistěhovalkyně Šošany Farkaš (rozené Messenberg). Vyrůstala v Ašdodu a navštěvovala školu v Kfar Saba. Národní vojenskou službu absolvovala v nemocnici Ša'arej cedek v Jeruzalémě. Po ukončení národní vojenské služby vystudovala právnickou fakultu na Hebrejské univerzitě v Jeruzalémě. Po praxi u okresního a vrchního soudu, kde ji zaučovala Dalia Dorner, pracovala v advokátní kanceláři E.S. Shimron, I. Molho, Persky & Co. Po pěti letech odešla pracovat do antimonopolního úřadu a stala se hlavou týmu pro řešení sporů.
V roce 2003 se stala právním poradcem energetického úřadu. V letech 2006–2007 navštěvovala Harvardovu univerzitu, kde v rámci programu Wexner Foundation zaměřujícího se na rozvoj veřejných činitelů v Izraeli získala magisterský titul v oblasti veřejné správy. V září 2011 byla jmenována dočasnou předsedkyní energetického úřadu a v březnu 2012 byla jmenována stálou předsedkyní. V srpnu 2015 bylo oznámeno, že byla sociálně-ekonomickým kabinetem sesazena z funkce předsedkyně na základě požadavku premiéra Benjamina Netanjahua a ministra energetiky a vodních zdrojů Juvala Steinitze. Její funkční období v čele energetického úřadu skončilo na konci téhož roku.

## Politická kariéra
V roce 2019 vstoupila do strany Chosen le-Jisra'el vedené bývalým náčelníkem Generálního štábu Izraelských obranných sil Binjaminem Gancem. Poté, co se strana stala součástí aliance Kachol lavan pro volby do Knesetu v dubnu 2019, získala patnácté místo na společné kandidátce a byla zvolena do Knesetu, protože aliance získala celkem 35 křesel. Znovu byla zvolena v září 2019 a v březnu 2020.
Dne 17. května 2020 byla v rámci 35. vlády jmenována ministryní pro strategické záležitosti. Dne 2. října, po odstoupení ministra Asafa Zamira z vlády, bylo rozhodnuto, že ho nahradí ve funkci ministra turismu a odstoupí z Knesetu. Dne 30. listopadu ukončila své působení ve funkci ministryně pro strategické záležitosti.
V září 2020 se rozhodla vyčlenit finanční prostředky, z nichž by se podle plánu financovalo zpřístupnění Jeskyně patriarchů v Hebronu pro zdravotně postižené.
Její úřad nabídl vládě řádný odborný model, podle kterého by mohla v budoucnu rozhodovat o schválení zahraničních investic do konkrétní infrastruktury. Ministerstvo obrany tuto nabídku přijalo a Šin bet se podílel na vývoji tohoto modelu.
Ministerstvo turismu stanovilo, že 400 hotelů obdrží od ministerstva granty v celkové výši 60 milionů nových izraelských šekelů v první ze tří fází.
Ve volbách do Knesetu v roce 2021 se umístila na pátém místě kandidátní listiny (strana získala celkem 8 křesel).
Po ustanovení 36. vlády byla jmenována ministryní vědy a technologie.
Její úřad propagoval fond na podporu akademické sféry a začínajících podniků.

## Osobní život
Farkaš-Hakohen je vdaná za Odeda Hakohena a mají čtyři děti. Rodina žije v Jeruzalémě. Její sestra Inbar Weiss působí jako městská inženýrka v Bejt Šemeš.

## Vybrané publikace
- Facing a Gas Monopoly: The Power Game [online]. Harvardova univerzita [cit. 2022-01-23]. Dostupné online.
- Social Media Giants: Free Speech Is Not Hate Speech | Opinion [online]. NewsWeek, 2020-07-22 [cit. 2022-01-23]. Dostupné online.
- UAE-Israel partnership will advance peace in Middle East [online]. GulfNews, 2020-09-22 [cit. 2022-01-23]. Dostupné online.